# Lukšiai
Lukšiai is een plaats in het Litouwse district Marijampolė. De plaats telt 1651 inwoners (2001). De stad ligt in de buurt van de hoofdstad Kaunas.

## Ligging en topografie
Aan het meer Lukšių tvenkinys ligt het kleine dorpje Lukšiai. Het dorp heeft verschillende meertjes en kanaaltjes. Het dorp ligt aan de grote weg die de hoofdstad Kaunas en het stadje Šakiai verbindt. Het dorp ligt tussen verschillende gehuchtjes zoals Ûsai en Tubeliai.